# Alfred Sisley
Alfred Sisley (Parigi, 30 ottobre 1839 – Moret-sur-Loing, 29 gennaio 1899) è stato un pittore inglese.
Di scuola impressionista, nacque, visse e lavorò sempre in Francia, per cui, anche se di famiglia inglese, è spesso considerato un artista francese.

## Biografia

### Un aspirante commerciante
Alfred Sisley nacque il 30 ottobre 1839 a Parigi, al n. 19 di rue des Trois Bornes, da genitori inglesi della buona borghesia britannica, stabilitisi nella capitale francese nel 1836 alla ricerca di fortuna. Il padre, William Sisley (1799-1879), era il direttore della filiale parigina di una fiorente ditta di Londra specializzata nel commercio di guarnizioni di lusso per i sarti e nella produzione di confezioni di abiti da donna. Sua madre, Felicia Sell (1808-1866), si interessava più che altro alla buona musica ed alla vita di società.

Casa natale di Alfred Sisley
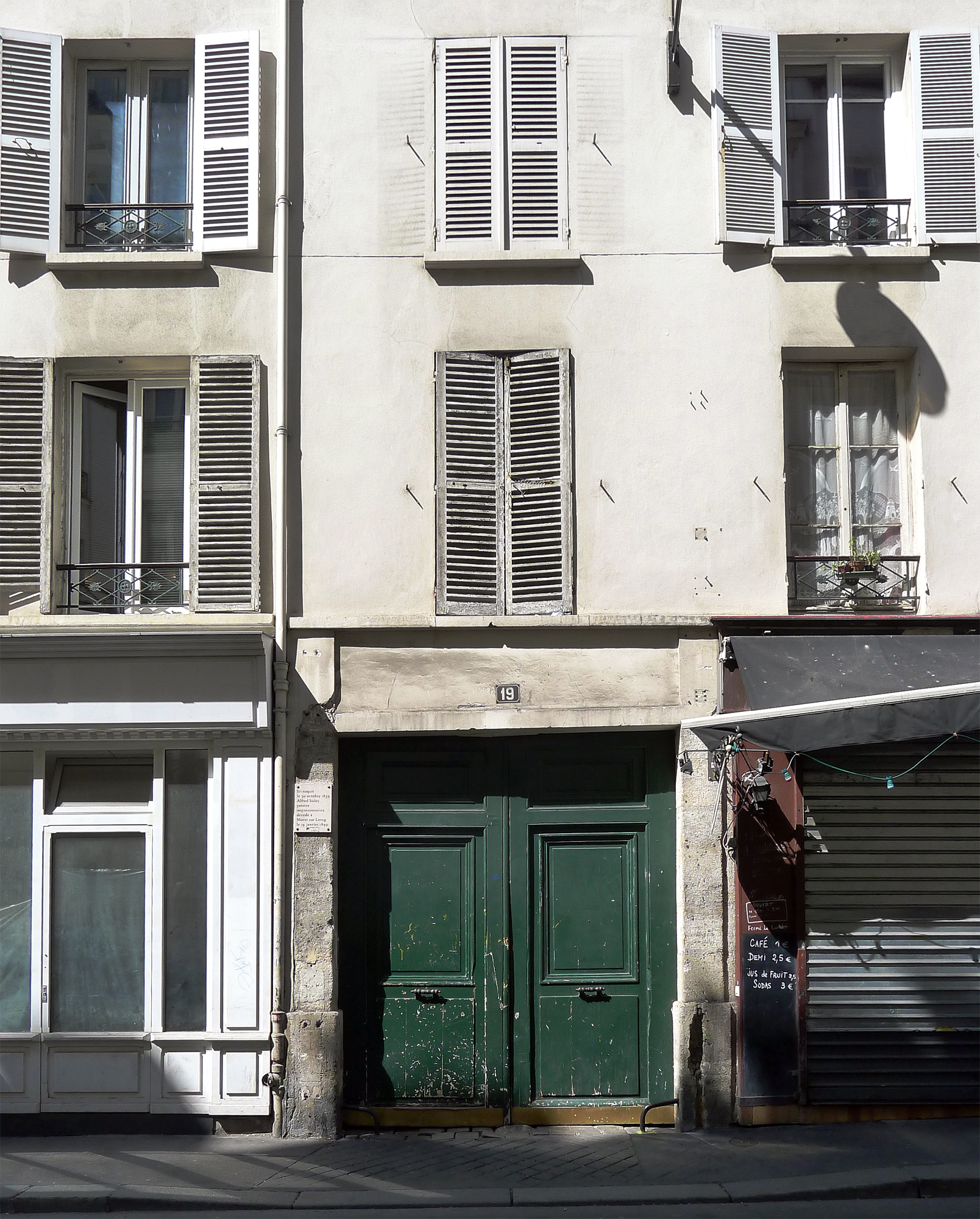
Il n. 19 di rue des Trois-Bornes a Parigi
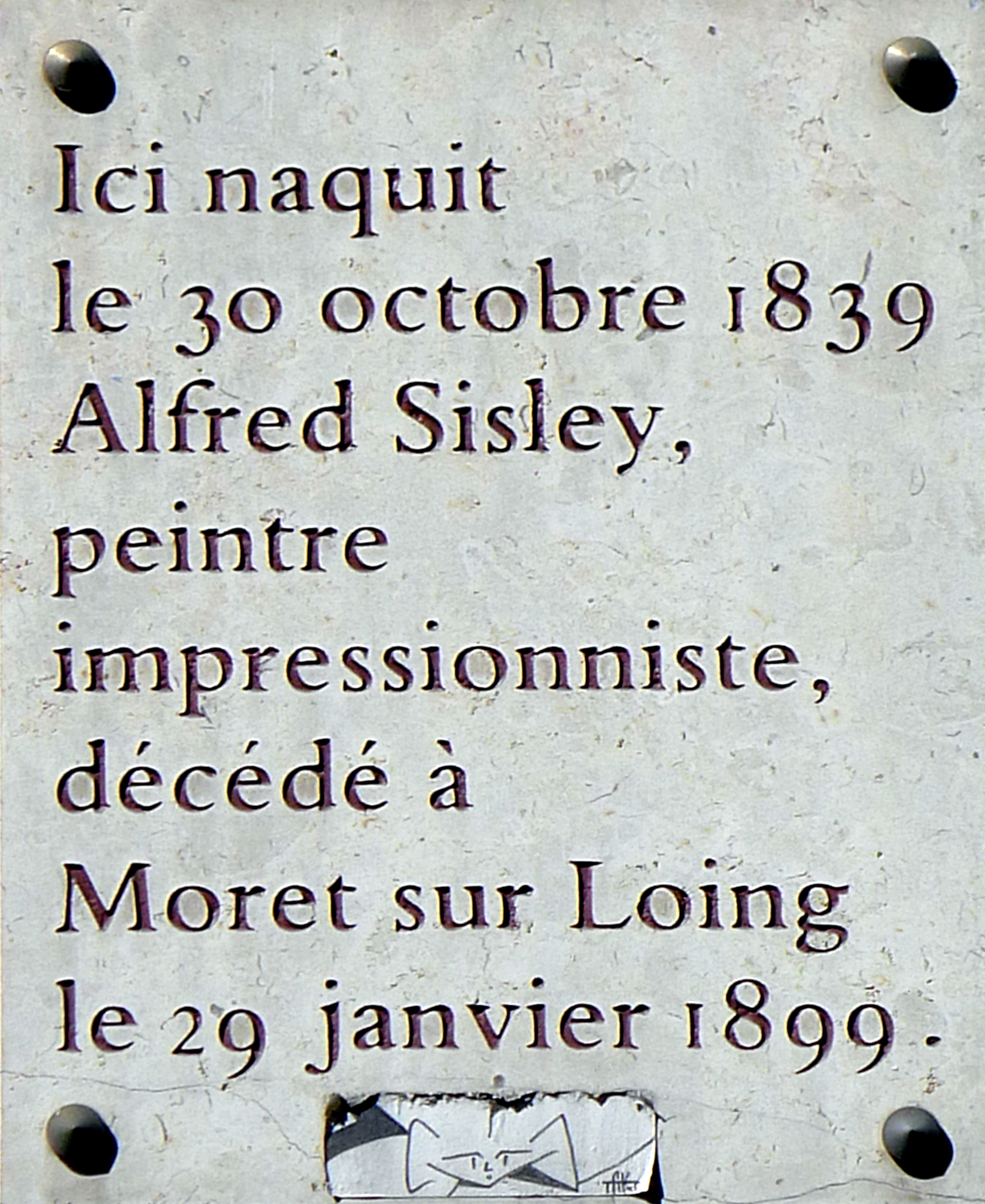
Targa commemorativa

Sisley fu dunque battezzato il 31 ottobre 1840 dal pastore Athanase Coquerel nella chiesa riformata di Parigi, con tutta probabilità la chiesa protestante dell'Oratorio del Louvre. Quando il giovane Alfred compì diciotto anni i genitori, come era consuetudine per una famiglia dell'alta borghesia dell'epoca, lo mandarono a studiare a Londra per indirizzarlo alla carriera commerciale. L'apprendistato commerciale di Sisley durò quattro anni: dal punto di vista paterno questo soggiorno londinese si rivelò un vero e proprio fallimento, in quanto il giovane dimostrò subito di avere poco fiuto per gli affari. Fu proprio a Londra, tuttavia, che Sisley si avvicinò alla pittura, avendo modo di fruire del ricchissimo patrimonio artistico della National Gallery. Dell'influenza dei pittori inglesi dei secoli XVIII e XIX, perdurata in maniera lunga e duratura in Sisley, se ne parlerà più approfonditamente nel paragrafo Fonti d'ispirazione.

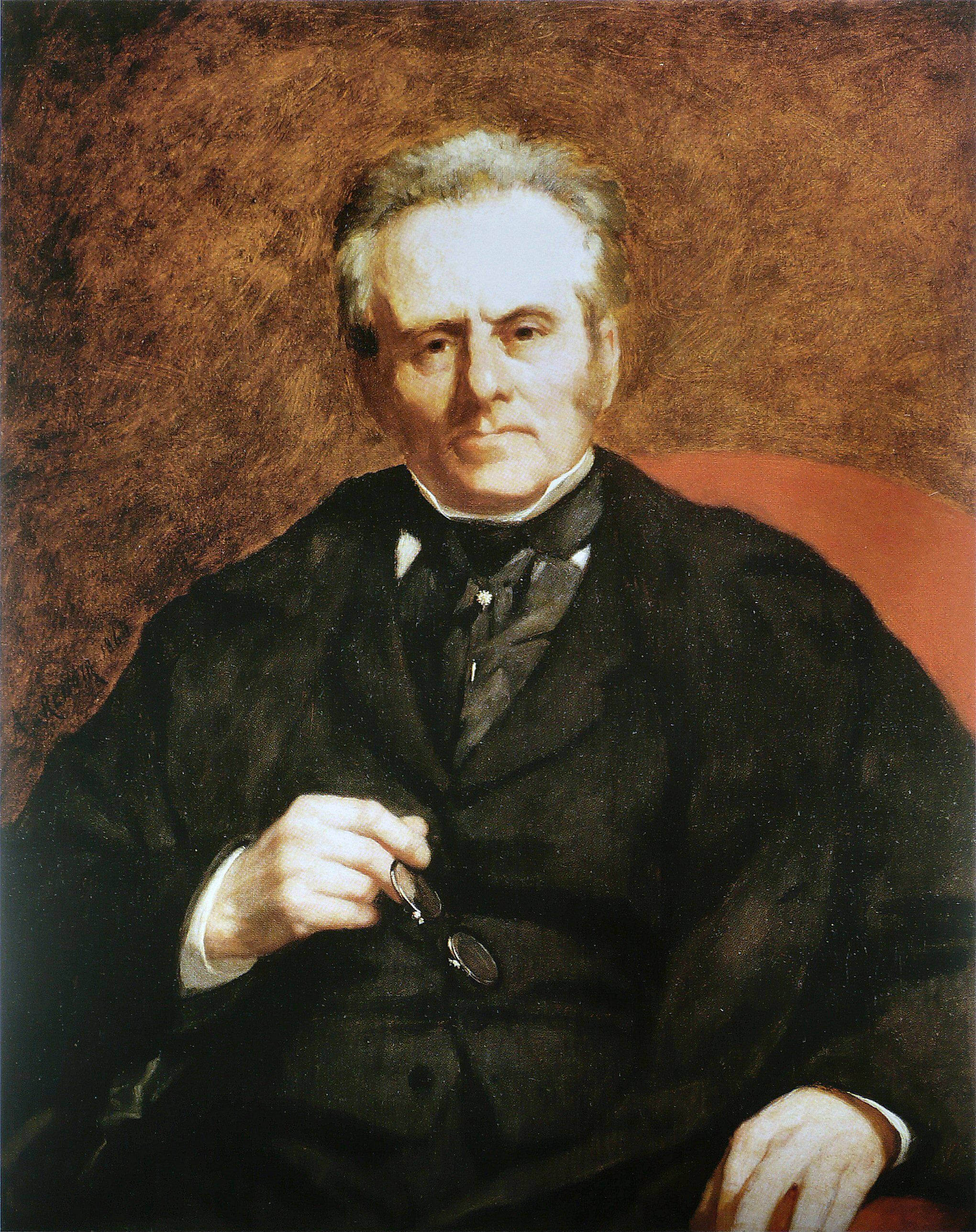
Pierre-Auguste Renoir, Ritratto di William Sisley (1864); olio su tela, 81×65 cm, museo d'Orsay, Parigi

### L'approdo impressionista
Sisley tornò in Francia nel 1861 e i genitori, nonostante l'assenza di precedenti in famiglia, gli concessero di abbandonare il mondo del commercio per dedicarsi all'arte. La scelta di intraprendere la carriera artistica fu dunque subito assecondata dal padre, nonostante la sua primitiva volontà di fare del figlio un commerciante di beni di lusso, proprio come lui. Fu allora che Alfred entrò nell'atelier di Charles Gleyre, dove venne iniziato alla pratica del disegno e dove conobbe Renoir, Monet e Frédéric Bazille, giovani con i quali intrecciò un'amicizia alimentata da una stima intensa e vicendevole.
Ma la concezione che Gleyre aveva del paesaggio non convinceva i suoi allievi, essendo così diversa dalla percezione che essi ne avevano. Così i quattro amici lasciarono lo studio del maestro nel marzo del 1863 per andare a lavorare all'aperto, piantando i loro cavalletti nel bosco di Fontainebleau, a Chailly-en-Bière, a Barbizon o a Marlotte. Questa prima esperienza di lavoro in gruppo, ripetuta con entusiasmo nel luglio 1865, unì ancora di più i quattro artisti, li stimolò e preannunciò la loro battaglia per la nuova pittura impressionista, lo stesso anno in cui fu aperto il celebre Salon des Refusés [Salon dei rifiutati]. Sisley, d'altronde, era molto apprezzato dai suoi amici, che ne ammiravano fervorosamente il suo grande senso dell'umorismo, i suoi scherzi, il suo amore per la musica e per le belle donne. Sisley, infatti, aveva conosciuto nel frattempo Marie-Eugénie Lescouezec, giovane parigina originaria di Toul, con la quale intrecciò una relazione sentimentale nel 1866. Della loro unione, coronata da Pierre (morto celibe nel 1939) e Jeanne-Adèle (divenuta in seguito Madame Dietsh), ci rimane una rimarchevole testimonianza pittorica in I coniugi Sisley, olio eseguito da Renoir nel 1868, due anni dopo il loro primo incontro.

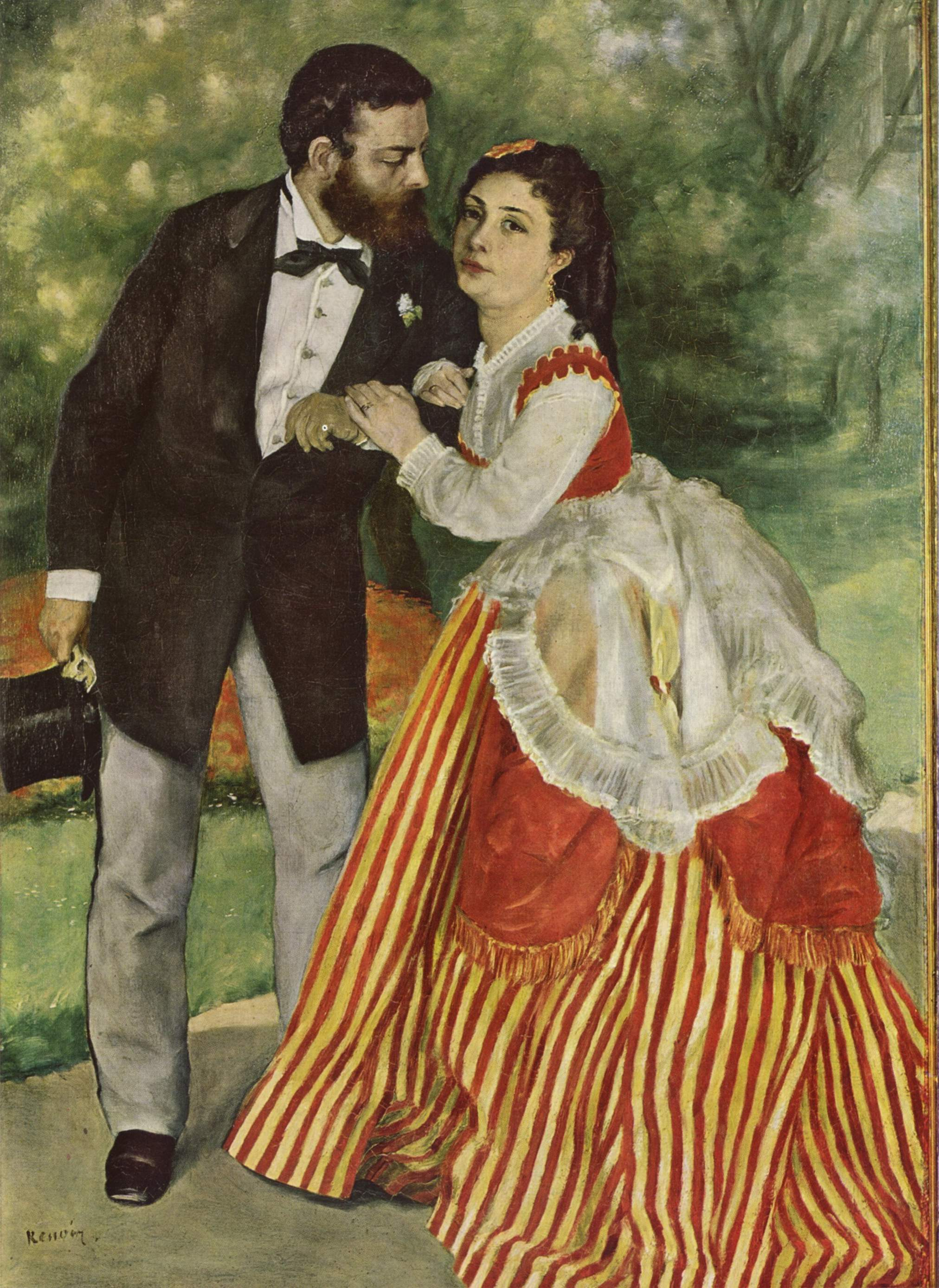
Pierre-Auguste Renoir, I coniugi Sisley (1868); olio su tela, 105×75 cm, Wallraf-Richartz-Museum, Colonia

Tutelato dalle ricchezze familiari Sisley poté godersi fino in fondo il matrimonio appena contratto oltre che dedicarsi alla pittura con grande serenità. Sistematosi con Marie-Eugénie a Parigi, egli si divideva tra un'intensa attività pittorica e le frequentazioni concesse da una grande città: celebri le riunioni del tutto informali, quasi salottiere, che si tenevano al Café Guerbois sotto il presidio di Édouard Manet, capofila della nuova generazione di pittori, dove artisti e critici d'arte animavano vivaci discussioni ed esploravano nuove soluzioni stilistiche, tecniche e tematiche. Sisley salì con gioia sulla palpitante giostra parigina, feconda di scambi culturali e fonte di esaltanti emulazioni che Zola descrisse assai bene nel suo romanzo L'Opera, ispirato volutamente alla vita degli impressionisti. Egli, tuttavia, subì anche il fascino della campagna e effettuò numerosi soggiorni in campagna nei dintorni di Parigi per poter dipingere all'esterno, a contatto con la natura o, come si diceva, en plein air.
Nel 1871, a seguito della guerra franco-prussiana, il padre di Sisley incappò in una serie di affari sbagliati e l'intera famiglia subì un dissesto economico. Da quel momento la vita di Sisley cambiò: non più sostenuto dalle finanze paterne, egli avrebbe dovuto sostentarsi solo con i proventi dei suoi lavori, cercando naturalmente di ricavarne il più possibile. Durante il sanguinoso periodo della Comune di Parigi si ritirò con la famiglia a Voisins-Louveciennes, recandosi spesso nel bosco di Marly-le-Roi in compagnia del suo vicino e amico Auguste Renoir. Tornato a Parigi, ebbe la sgradevole sorpresa di trovare la sua casa saccheggiata e distrutte moltissime tele che vi aveva lasciato: nonostante queste traumatiche esperienze, Sisley era un artista totalmente immerso nella sua vocazione e perciò continuò a lavorare alacremente. Nel 1874, oltre a suggellare il suo impegno impressionista con la partecipazione alla prima mostra del gruppo, fece un breve viaggio in Inghilterra e realizzò una serie di vedute del Tamigi da una località nei pressi di Hampton. Tornò in Gran Bretagna nel 1881, sempre per breve tempo, ma non ebbe occasione di dipingere. Occorrerà attendere il 1897 per vederlo ancora all'opera nella terra della sua famiglia, ma che Sisley non riuscì mai a considerare come la sua autentica patria.

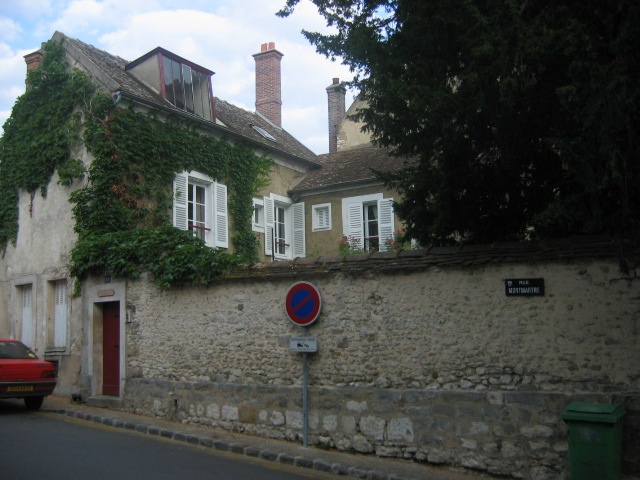
L'abitazione di Sisley di Moret-sur-Loing al n. 19 di rue Montmartre

### Il periodo dell'indipendenza e dell'affermazione
Nel 1880 Sisley si trasferì in una casa a Moret-sur-Loing, conquistato dalla campagna placida e verdeggiante di quella regione, alla 
quale rimase affezionato per tutta la vita. Furono giorni sereni, e nel 1887 sua moglie Marie-Eugénie si lasciò persino ritrarre da un pittore australiano, John Peter Russel. Ma proprio in quel periodo il gruppo degli impressionisti cominciò a disperdersi. Dopo l'abbandono delle mostre impressioniste da parte di Cézanne e poi di Monet, ognuno si preoccupò di trovare da solo la propria strada, ubbidendo esclusivamente alla propria sensibilità.
Si inaugurò così per Sisley un periodo buio e solitario, a causa del suo carattere schivo e più incline alla riflessione e allo studio che non alle relazioni sociali, specie se a sfondo commerciale. Egli era anche poco abile nell'amministrare se stesso e il suo lavoro, e nel farsi apprezzare adeguatamente dalla critica e dal pubblico: una volta dileguatosi il collante impressionista, tuttavia, era imprescindibile per lui organizzare mostre personali, in modo da farsi conoscere e apprezzare. Così fece nel 1881, alla Vie Moderne con ben quattordici quadri, e poi nel 1883, nella galleria di Paul Durand-Ruel, subito dopo quelle di Monet, Renoir e Pissarro, con un totale di ben settanta quadri. Il successo, tuttavia, non era sempre a portata di mano, e le opere di Sisley che Durand-Ruel inviava a Londra, a Boston, a Berlino o a Rotterdam non diedero i frutti sperati. Nel 1882 si tenne inoltre la settima mostra impressionista che vide la ricostituzione del gruppo iniziale degli artisti (Monet, Renoir, Sisley, Pissarro, Cézanne, e gli altri). Questo riaccostamento fu però l'ultimo; infatti nella mostra seguente, l'ottava e conclusiva, mancarono le opere di Sisley, di Monet, di Renoir e di Cézanne.

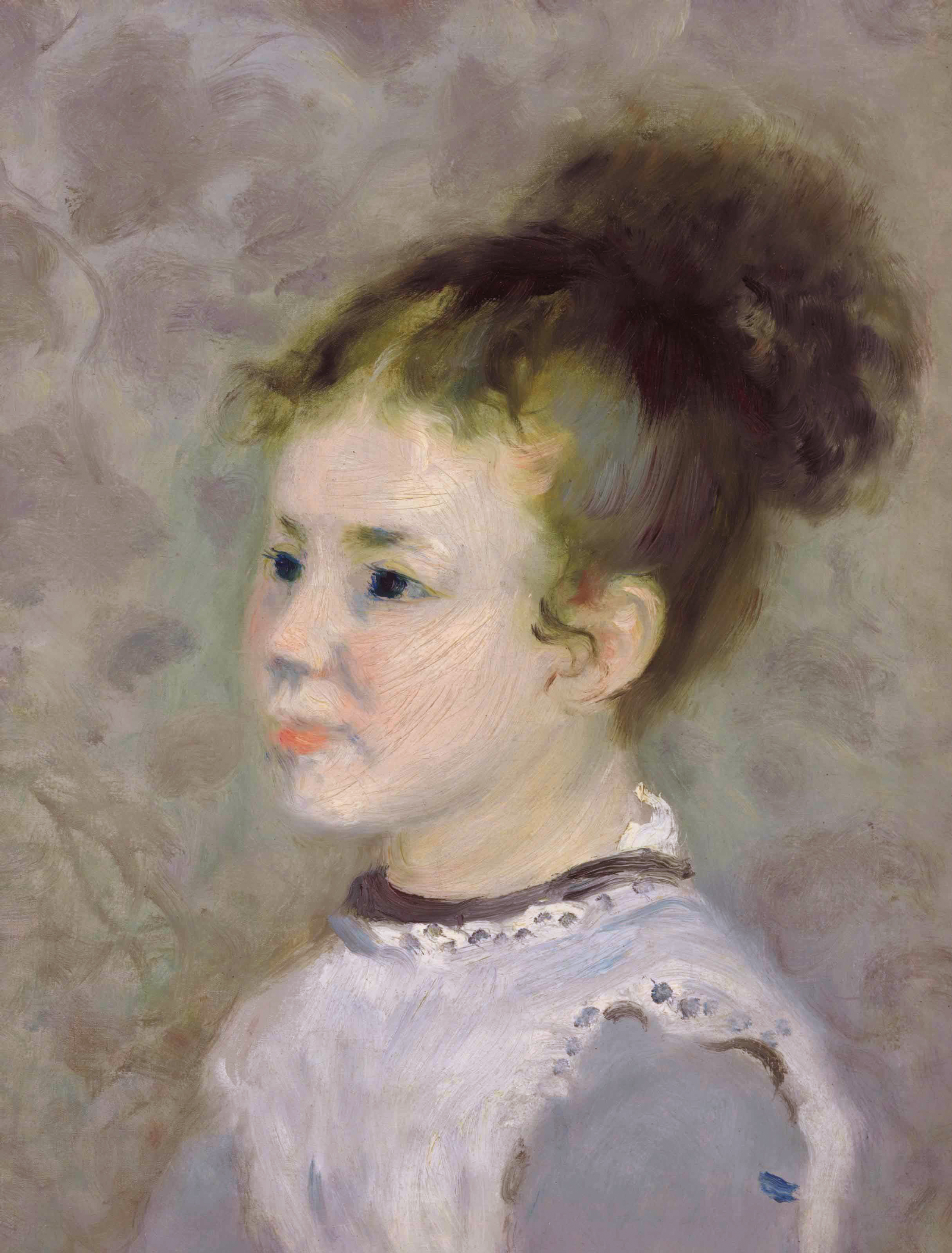
Pierre-Auguste Renoir, Jeanne Sisley (1875); olio su tela, 36.5x28 cm, collezione privata, Stati Uniti

Nel 1884, Sisley rifiutò due proposte di esposizioni fattegli da Durand-Ruel, ma poi, costretto dalle sue precarie condizioni finanziarie, nel 1885 gli chiese aiuto, accettando di partecipare a due mostre collettive a New York nel 1886. L'iniziativa ebbe successo e fu il primo segnale del tardivo riconoscimento dell'Impressionismo. Nel 1889, mentre Durand-Ruel gli proponeva una personale nella sua nuova galleria di New York, appena aperta, egli si rivolse anche ad altri mercanti, come Georges Petit, con cui collaborava già da qualche anno, seguendo l'esempio di Monet e di altri suoi amici. Il contratto con Petit si rivelò proficuo e Sisley conobbe il successo anche nella seconda esposizione internazionale, organizzata sempre da Petit. Così, fra alti e bassi, Sisley riuscì in qualche modo a mantenersi.
Questo crescente successo fu accompagnato anche da riconoscimenti ufficiali. Risale al 1890 l'ammissione come membro associato alla Société nationale des Beaux-Arts: per il pittore questo fu un traguardo e un riconoscimento molto importante perché gli assicurò una certa continuità espositiva e quindi finanziaria. Sisley infatti poté esporre le sue opere tutti gli anni e per tutta la vita, esclusi il 1895 e il 1896. L'accoglienza riservata alle sue tele, tuttavia, fu molto ondivaga e, malgrado i caldi elogi di Adolphe Tavernin, fu spesso costretto a fronteggiare critiche indignate e virulente. Basti leggere il seguente commento di Gustave Geffroy:
(Gustave Geffroy)
E infatti Sisley non conobbe mai il successo e le gratificazioni che ottennero altri esponenti dell'impressionismo, come Renoir, Manet o Degas. Del resto, anche Pissarro subì la stessa sorte; in una lettera al figlio Lucien scriveva nel 1899: «io resto, al pari di Sisley, come una sorta di coda, di appendice dell'impressionismo». Delle sfortunate vicende critiche di Sisley se ne parlerà, per l'appunto, nel paragrafo Fortuna critica.

### Ultimi anni
Durante gli ultimi anni di vita la sua salute mostrò i segni di un declino precoce, ed egli soffrì di attacchi reumatici dolorosi. Nel dicembre del 1896 Georges Petit organizzò per lui una grande retrospettiva nella sua galleria di Rue di Sèze. Sisley si diede molto da fare per mettere assieme il maggior numero di opere, anche quelle presenti in varie collezioni private, ma, alla fine, la mostra aprì con quarantasei quadri ad olio e sei pastelli. Soltanto i critici Arsène Alexandre e Adolphe Tavernier ne parlarono sulla stampa e neanche una tela fu venduta. Per Sisley fu un'esperienza dolorosa e mortificante. L'anno seguente, tuttavia, fu invitato a trascorrere l'estate in Gran Bretagna con Eugénie, prima a Londra e poi a Penarth, presso Cardiff. Questo soggiorno inglese costituì per Sisley l'ultimo barlume di grande creatività: in Galles Sisley dipinse le falesie, le scogliere, i grandi dirupi, le onde del mare. Un insperato ritorno di giovinezza sembrava profilarsi: era il 1897.
Tornato in Francia in ottobre, tentò di realizzare un suo vecchio sogno, quello di acquisire la cittadinanza francese, ma la sua domanda non fu presa in considerazione. Provò ancora una volta, allegando un rapporto della Polizia, ma i suoi desideri non furono esauditi per via della perdita di alcuni documenti e dell'inerzia della macchina burocratica francese. Il colpo più duro, tuttavia, sopraggiunse l'8 ottobre del 1898 con la morte dell'amata Marie-Eugénie: le energie sia creative che vitali si frantumarono ed il pittore non trovò più la forza di reagire.
 Le sue condizioni peggiorarono sempre di più, sia fisicamente che psicologicamente, finché un tumore maligno gli lacerò la gola. Dalle lettere che egli inviava al suo medico si può immaginare, giorno per giorno, quale fu il calvario della sua fine. Sisley visse davvero amaramente il suo crepuscolo umano, tanto che alcune settimane prima di morire scrisse: «sono sfinito dal dolore e dal fardello di una debolezza che non ho più l'energia per combattere». Fece chiamare Monet, gli raccomandò i suoi figli e gli disse addio.
 Il 29 gennaio del 1899, a soli cinquantanove anni, Alfred Sisley si spense nella sua casa. Fu sepolto nel cimitero di Moret-sur-Loing, sotto un cielo grigio e gelido. Erano presenti Renoir, Monet e Adolphe Tavernier, accorsi da Parigi per l'ultimo saluto.

## Stile

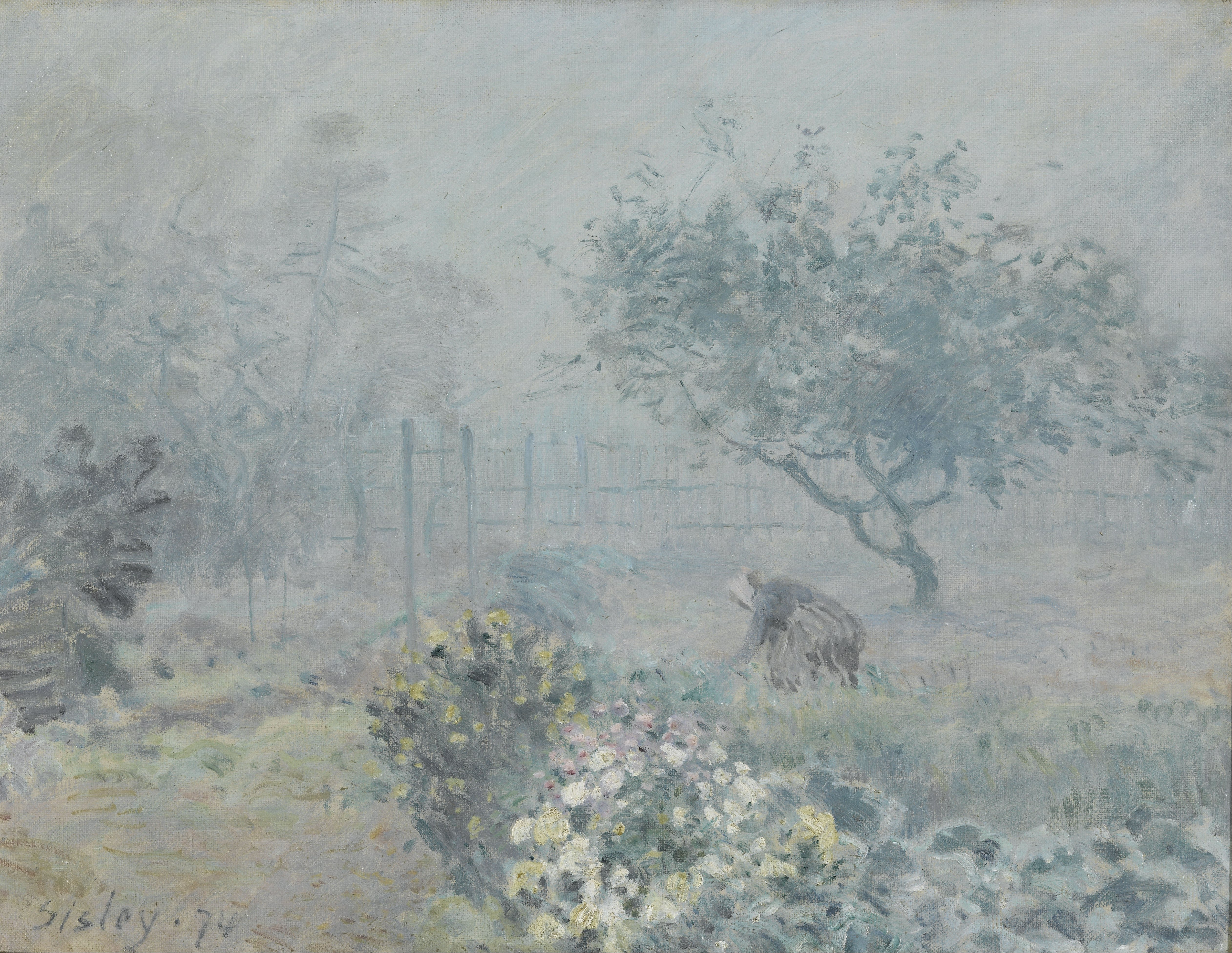
Alfred Sisley, La nebbia, Voisins (1874); olio su tela, 50×65 cm, museo d'Orsay, Parigi

Tra i più grandi protagonisti dell'epopea impressionista, Alfred Sisley fu uno degli interpreti più lucidi e risoluti dei principi in base ai quali era nato il movimento: da «vero impressionista», come disse di lui Camille Pissarro, egli rinunciò alle pennellate fluide e lungamente studiate distintive dei dipinti accademici e adottò tocchi virgolati rapidi e staccati, idonei per cogliere l'estrema mobilità della luce e degli effetti cromatici. Partendo dal presupposto scientifico che la luce era l'elemento indispensabile della visione, infatti, Sisley comprese che ogni paesaggio assume una gamma cromatica più o meno vivida in relazione alla quantità di luce che lo colpisce e alla presenza o meno di altri colori che, a loro volta, si accostano o si mescolano, smorzandosi reciprocamente o reciprocamente esaltandosi.
Prendendo spunto da queste premesse e dalle teorie scientifiche contemporanee il pittore arrivò inoltre a rinnegare l'esistenza del colore locale, in quanto ogni colore non è un'entità autonoma bensì nasce dall'influenza degli altri colori contigui in un concatenamento reciproco. Ecco, allora, che Sisley non descrive le ombre con il nero, così come imponeva la tradizione, bensì adottava una gamma di azzurri, viola e lilla: analogamente, nei suoi dipinti la luce solare non è più bianca, bensì appare con sfumature ambrate. Sisley, inoltre, esaltava le potenzialità cromatiche dei propri dipinti praticando la pratica en plein air con un'intransigenza tutta impressionista, immergendosi totalmente nell'ambiente naturale: era solo in questo modo che si poteva ricevere con immediatezza l'autenticità e la pienezza della luce del sole, impossibile da cristallizzare al chiuso degli atelier. Ogni accortezza fu osservata da Sisley per ottimizzare la resa della luce: basti pensare che, prima di intervenire sul quadro a livello d'opera d'arte egli era solito sbiancarne la tela con mestica bianca o crema, così da aumentarne la luminosità e la trasparenza mediante un'«interferenza luministica» proveniente dal basso.
Anche quando verso la fine degli anni 1880 l'Impressionismo aveva da tempo esaurito ogni sua spinta propulsiva Sisley rimase saldamente ancorato ai principi fondatori del movimento. Anche lui, seppur in maniera minore, subì tuttavia l'urto di questa «crisi dell'Impressionismo» e cercò di manifestare la solidità e la stabilità delle cose in maniera più consapevole. Per perseguire questo fine ricorse a una vasta gamma di espedienti, introducendo ad esempio una quinta arborea in primo piano, o magari spingendo il paesaggio in profondità o oltre i margini della tela, o ancora mediante una diversificazione delle pennellate, più o meno corpose o luminose in relazione al piano: sono tutti accorgimenti di cui si serve per concretizzare la luce e i colori che vibrano nelle sue composizioni, in spazi e volumi di compatta solidità. Così come gli Impressionisti, inoltre, Sisley si legò soprattutto a soggetti contemporanei, perlopiù di stampo paesaggistico: di questo, tuttavia, si parlerà più approfonditamente nel paragrafo Contenuti.

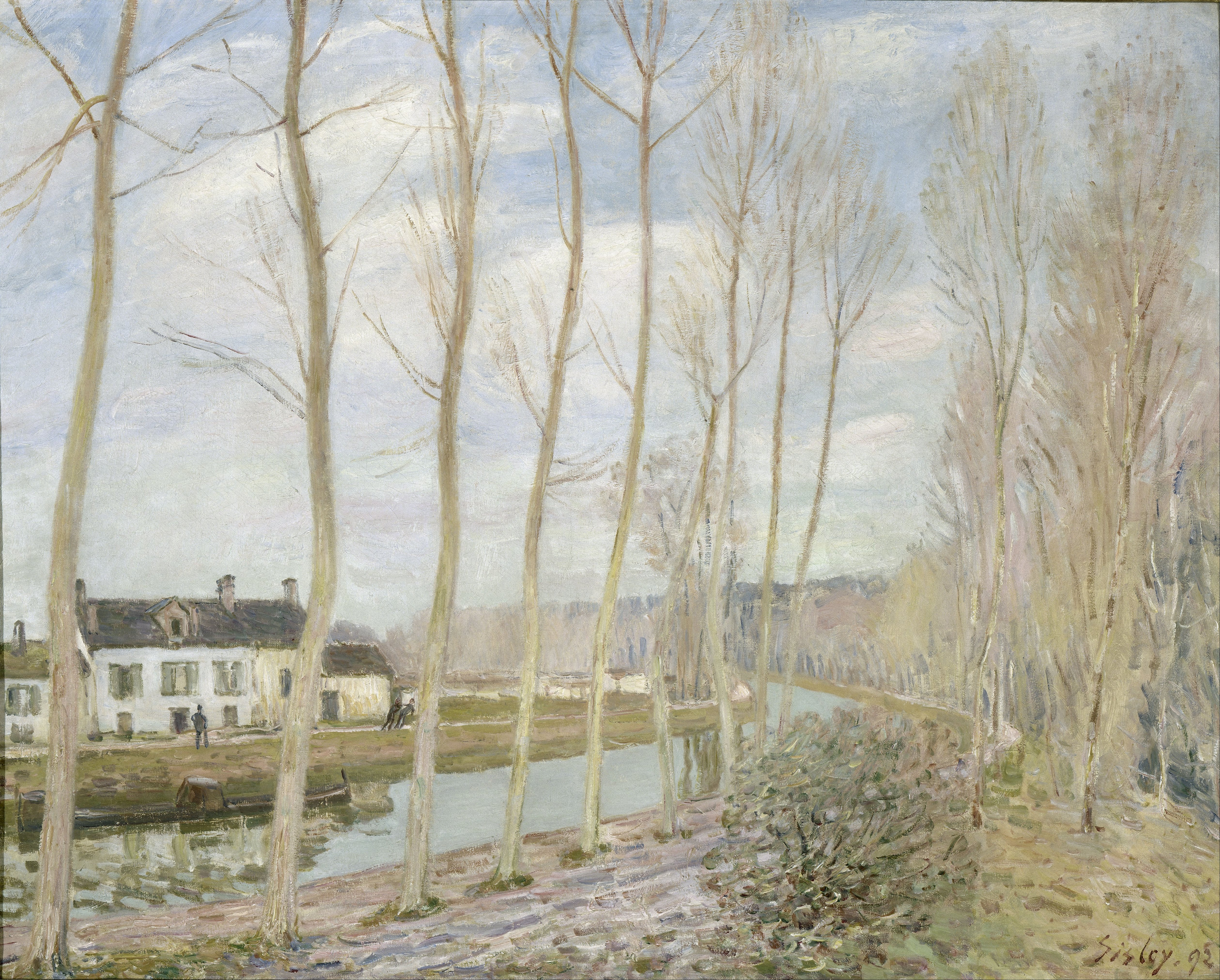
Alfred Sisley, Le canal du Loing (1892); olio su tela, 73x93 cm, museo d'Orsay, Parigi

Date queste premesse sembrerebbe quasi giustificato dare per certa la fede impressionista di Sisley: la sua fisionomia artistica, tuttavia, è ben più complessa, come hanno avuto modo di notare diversi critici. «Ciò che promana [dall'oeuvre di Sisley] è una grande impressione di freschezza e un'evidente gioia di dipingere, senza secondi fini. Non bisogna chiedere a Sisley la potente audacia di Monet, la squisita raffinatezza di Renoir. Sisley dipinge con piacere e per il piacere di dipingere»: osservava il critico Arsène Alexander sul Figaro del 7 febbraio 1897, rilevando alcuni sostanziali differenze intercorrenti tra Sisley e alcuni tra i più illustri pittori impressionisti. Altri critici, invece, individuavano precise tangenze stilistiche tra la produzione di Sisley e quella di Monet, considerando tuttavia la prima una versione più evanescente e genuina della seconda. Nel 1873, ad esempio, Silvestre aveva scritto: «A prima vista è difficile decidere cosa distingua la pittura di Monsieur Monet da quella di Monsieur Sisley [...] Un po' di attenzione chiarisce presto che [degli impressionisti] monsieur Monet è il più abile e audace. Monsieur Sisley il più armonioso e timido». La differenza più grande che disgiunse Sisley dai suoi colleghi fu il differente relazionarsi con le figure, intese sia come ritratti che come componenti principali di un paesaggio. Anche Monet, per esempio, era poco attratto dalle fisionomie, ma non mancò di esplorarle in un Autoritratto e in diversi Studi di figura en plein air: Renoir, anche prima della svolta aigre, pure si cimentò nella ritrattistica, dando vita a dipinti come I coniugi Sisley e Diana cacciatrice.  Sisley, al contrario, mosse da un completo disinteresse per la rappresentazione della figura e consacrò la propria autobiografia artistica alla pittura di paesaggio, come vedremo ora nel prossimo paragrafo.

## Contenuti

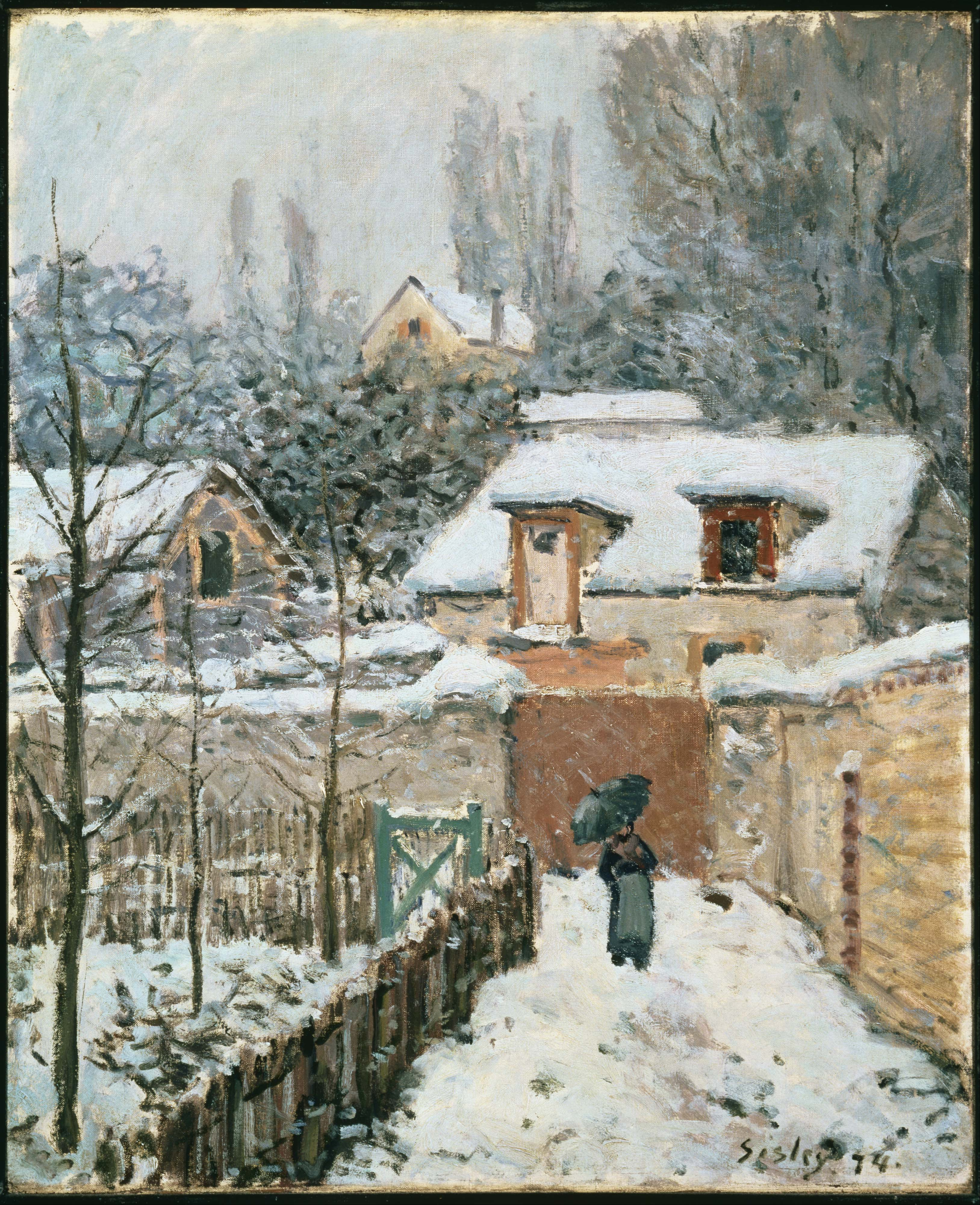
Alfred Sisley, Neve a Louveciennes (1874); olio su tela, 22x18 cm, Phillips Collection, Washington

Sisley è stato uno dei più fini paesaggisti del diciannovesimo secolo. Egli era particolarmente interessato al repertorio dei paesaggi offerto da quei luoghi ai quali era legato dal suo personale vissuto esistenziale: Louveciennes, Marly-le-Roi, Sèvres, Veneux-Nadon e Moret-sur-Loing, con le campagne immediatamente circostanti, furono tutti luoghi ai quali Sisley intrecciò un legame saldo e duraturo, spesse volte denso di forti coinvolgimenti sentimentali. Sisley, soprannominato da Arsène Alexandre «il maestro di Moret», era perfettamente consapevole di questa sua peculiarità e una volta scrisse: «A Moret, in questa campagna di folti boschi ed alti pioppi, le acque della Loing, così belle, così luminose, così mutevoli; a Moret senza dubbio la mia arte si è alquanto sviluppata [...]. In realtà non lascerò mai questo piccolo luogo così pittoresco». Nonostante le sue origini e la sua nazionalità ufficiale, la vita e l'opera di Alfred Sisley testimoniano in effetti un tale attaccamento, territoriale e culturale, alla terra di Francia da rendere forse legittimo, al di là delle convenzioni istituzionali, il considerare questo straordinario pittore come un artista francese.
Per Monet, ad esempio, i paesaggi erano un mero pretesto per collaudare nuovi valori cromatici e luminosi. Sisley non condivise mai l'atteggiamento del collega e preferiva piuttosto esplorare nei propri dipinti il carattere unico di ogni sobborgo e dei relativi dintorni. Ecco, allora, che ogni qual volta Sisley si stabiliva in un nuovo villaggio lavorava a più opere contemporaneamente, riprononendo tutti quei valori compositivi, luministici e cromatici che portavano a una conoscenza approfondita di quel determinato luogo geografico. Fu così che Sisley s'impegnò, sull'esempio di Monet, in vere e proprie serie o suites di quadri che rappresentavano il medesimo soggetto visto in differenti ore della giornata (le vecchie case di Saint-Mammés, i sentieri fra le dune, i viali lungo il Loing, la chiesa di Moret, e altri ancora): «queste ricerche» osserva la Stevens «venivano annotate in sequenze di paesaggi che, se considerate insieme nell'arco di un certo periodo, offrono una mappa "visiva" della zona di volta in volta prescelta».
Quest'impulso a realizzare registrazioni visive dei vari villaggi francesi e delle relative campagne fu accompagnato da una serie di importanti accorgimenti tematici. Pittore di strade, Sisley fu ancor più pittore di acque, di fiumi dal corso tranquillo e dalle rive ricche di fogliame dolcemente agitato. Spesso dalle sue opere emana, per questo, una sensazione di calma e di serenità. Fu solo dopo suo soggiorno a Penarth, in Inghilterra, che egli iniziò a misurarsi con la vivace fenomenologia di una natura grandiosa, dipingendo gli strapiombi e i roccioni contro i quali s'infrangevano i marosi. Questa monumentalità è trasferita sulla tela, e si ha l'impressione che Sisley fosse quasi stregato e sopraffatto da una natura così vigorosa. Geffroy così riassume:
(Gustave Geffroy)

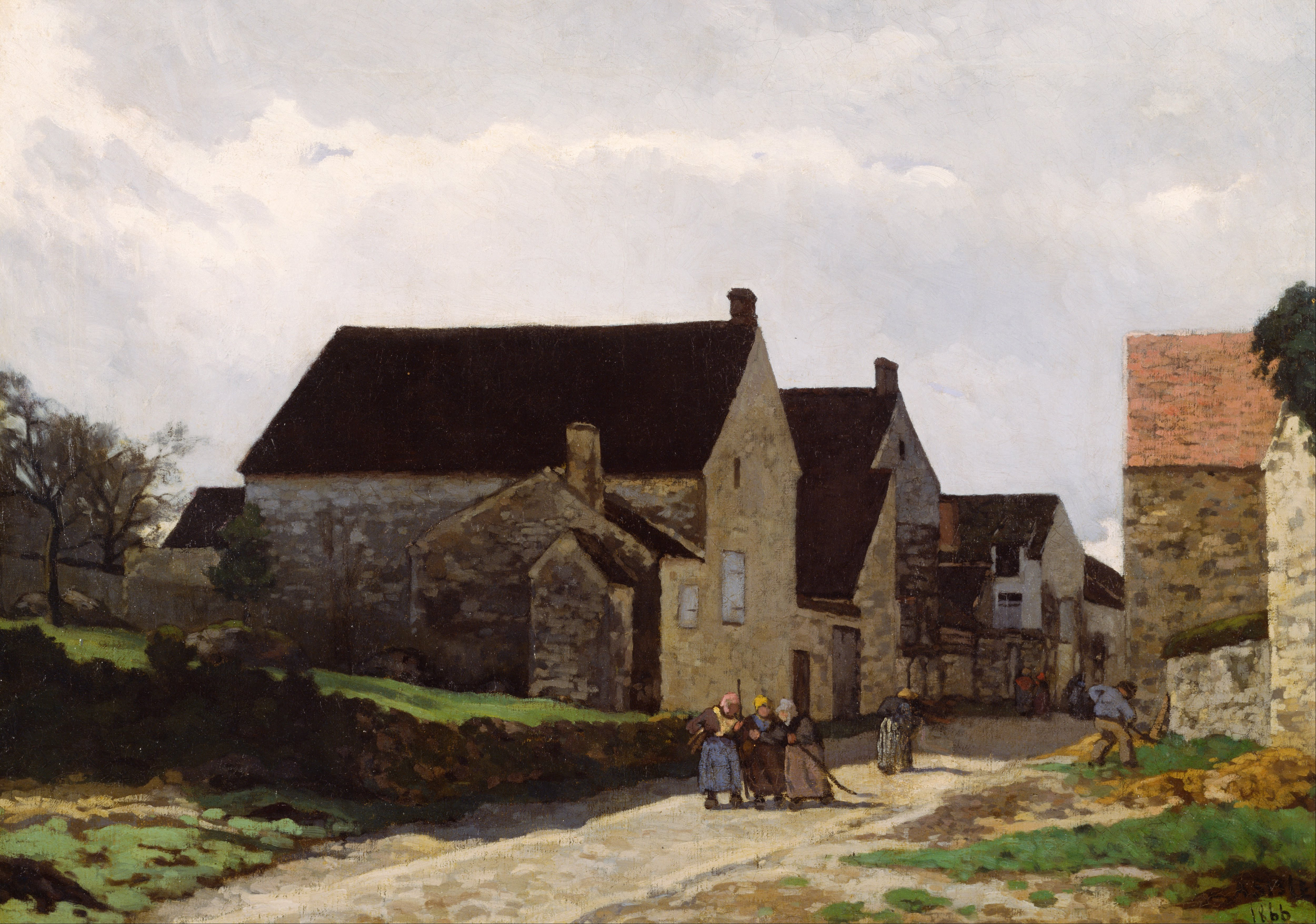
Alfred Sisley, Donne dirette verso la foresta (1866); olio su tela, 65,2x99,2 cm, Bridgestone Museum of Art, Tokyo

Da buon impressionista Sisley non trascurò mai neanche il tempo, l'attimo e il suo movimento, caro a tutti i suoi colleghi. Egli amò ritrarre con grande trasporto poetico le stagioni, i cambiamenti dell'atmosfera, le ore del giorno. Un'altra componente essenziale dell'arte di Sisley è proprio il cielo, elemento che pur sembrando apparentemente insipido è in realtà meravigliosamente mutevole, essendo suscettibile a variazioni meteorologiche, climatiche e luministiche pressoché infinite. Egli lo trattò con la cura e l'attenzione di una verità spaziale. Il cielo occupa il più delle volte i tre quarti della tela e l'artista lo considera effettivamente come «qualcosa che non può essere solo uno sfondo. Al contrario, esso contribuisce non soltanto a dare profondità ai suoi piani (perché il cielo ha i suoi piani, così come li hanno le terre) ma, mediante la sua forma e per mezzo della sua collocazione in rapporto all'effetto o alla composizione del quadro, esso crea il movimento».

## Fonti d'ispirazione

### Constable, Lorrain, l'arte giapponese
Sono diverse le fonti d'ispirazioni alle quali Sisley si è rivolto nel corso della sua vicenda pittorica. Gli esordi pittorici di Sisley sono suffragati dall'attento studio dei quadri esposti nella National Gallery di Londra, la quale già nel 1857 – anno in cui l'aspirante pittore si recò per la prima volta in Inghilterra - possedeva una collezione più che rispettabile. Lì Sisley si soffermò a lungo sulle opere di alcuni maestri del Settecento, come Thomas Gainsborough, e sui dipinti di John Crome, pittore animato da una grande predilezione per la pittura di paesaggio. Simpatizzò molto anche con William Turner, autore di paesaggi sublimi dai colori luminosi ed accecanti. Fu John Constable, tuttavia, l'artista che più di tutti rivestì una funzione determinante nel bagaglio figurativo di Sisley, sul quale fissò un'impronta duratura e indelebile. Sisley fu molto colpito dalla pittura affabile e discorsiva di Constable, spesso incentrata su soggetti umili e veritieri come «salici, vecchi e decadenti argini, pali limacciosi o muri decadenti», come lui stesso rilevò ammirandone un quadro. Anche Constable, come Sisley, era assai fedele ai luoghi cui era personalmente affezionato (come la campagna del Suffolk, che conosceva sin dall'infanzia). Egli, inoltre, accordava un'ampia rilevanza al cielo («È molto difficile – scriveva al riguardo – indicare una categoria di paesaggio in cui il cielo non sia l'elemento chiave») e ne indagava con grandissima sensibilità gli effetti cromatici e luminosi: Sisley in questo si sarebbe rivelato un suo degnissimo apostolo, come si è visto nel precedente paragrafo. 
Prendendo le mosse dalla sua predisposizione per la pittura di paesaggio Sisley si è dovuto dunque necessariamente confrontare con quanti, prima di lui, si erano già cimentati con questo genere pittorico. Inevitabile fu lo studio delle opere di Claude Lorrain, uno tra i più grandi iniziatori della pittura di paesaggio: Sisley, tuttavia, avversò le opere di questo maestro con grande tenacia. Lorrain fu infatti molto attento agli effetti della luce, in maniera analoga, si potrebbe dire, agli Impressionisti: Lorrain, tuttavia, se ne servì per attuare un processo di idealizzazione del dato naturalistico, ovviamente non compatibile con gli intenti naturalistici assunti dagli Impressionisti, che – com'è noto – si allontanarono dalla tradizione paesaggistica classica per ricercare la tangibilità e la singolarità del reale.
Non meno rilevante fu l'influenza esercitata su Sisley dall'arte giapponese, consacrata a uno sfolgorante successo in ambito europeo in seguito all'intensificazione dei commerci con l'Oriente. Si paragonino, a titolo di esempio, le due seguenti opere:

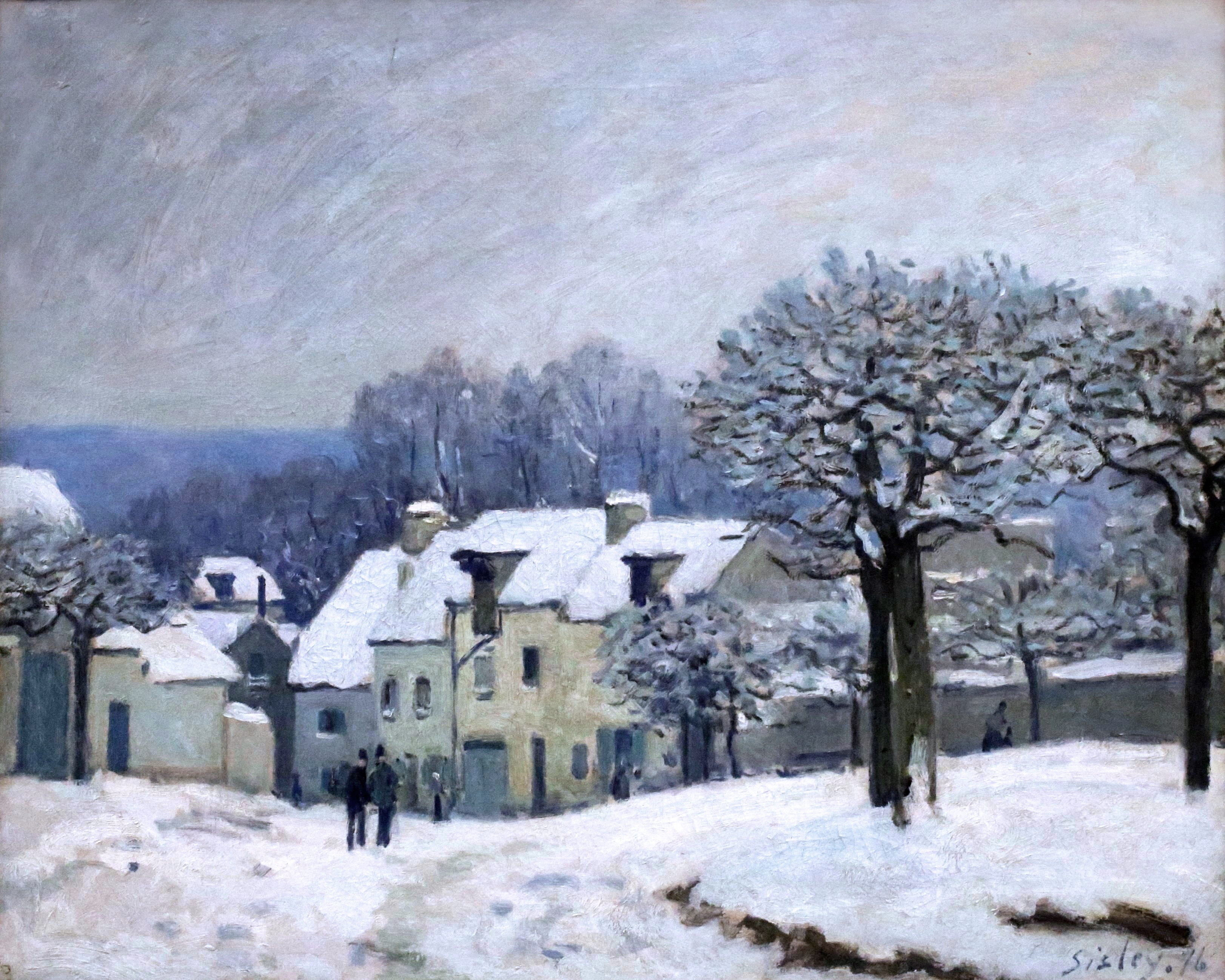
Alfred Sisley, La Place du Chenil à Marly, effet de neige (1876), Musée des Beaux-Arts, Rouen.
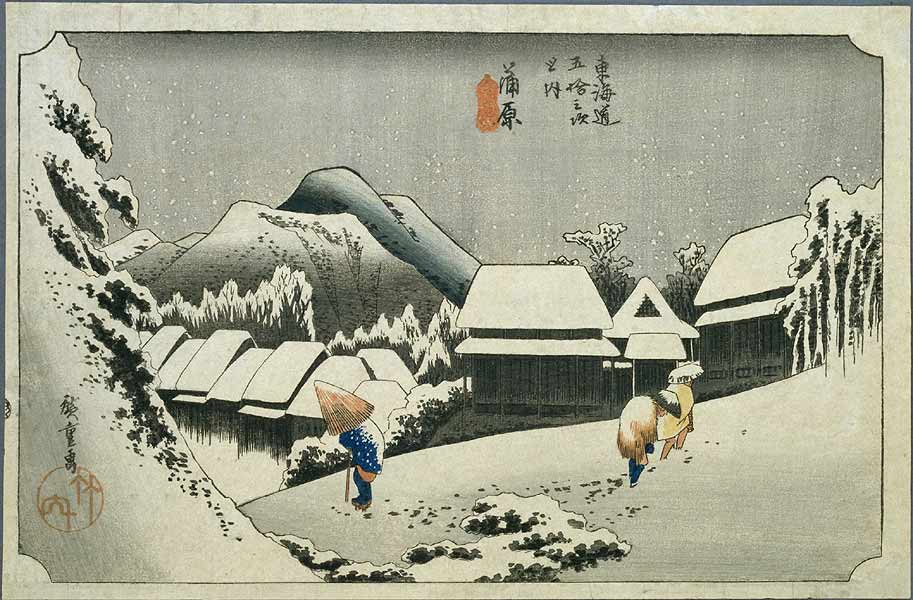
Utagawa Hiroshige, Notte imbiancata a Kambara, museo nazionale di Tokyo, Giappone.

### La scuola di Barbizon
Sisley si inserì con grande entusiasmo nella traccia di Jean-Baptiste Camille Corot, Théodore Rousseau e Charles-François Daubigny, pittori che distaccarono la pittura di paesaggio dagli schemi accademici e si rapportarono con la natura in maniera più sincera e diretta. Da Rousseau Sisley imparò ad apprezzare la modestia dei soggetti agresti, sul tipo di quelli proposti nei paesaggi di La Celle-Saint-Cloud.

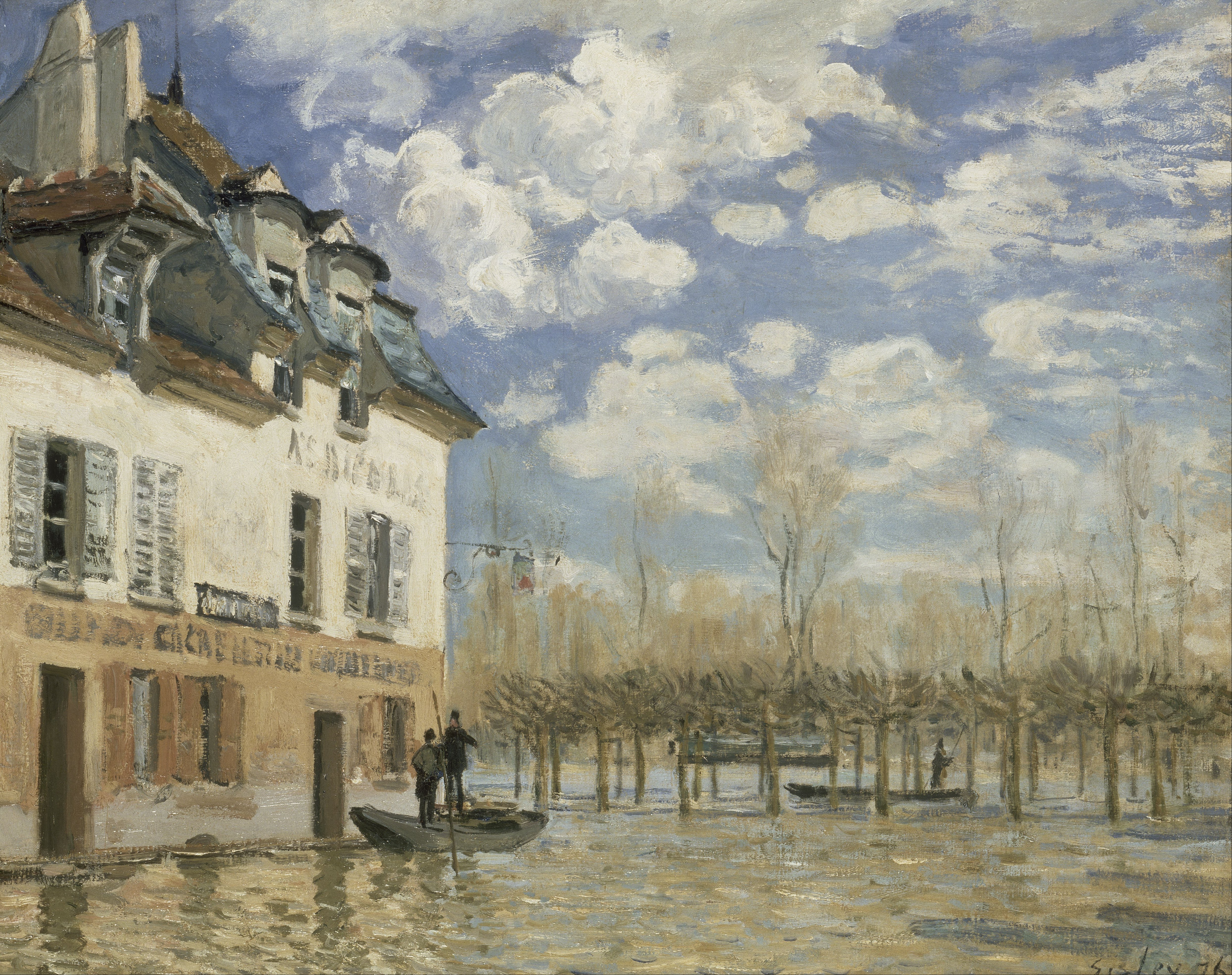
Alfred Sisley, La barque pendant l'inondation, Port-Marly (1876); olio su tela, 61x50 cm, museo d'Orsay, Parigi

Ancora più pregnante fu l'influenza esercitata da Daubigny, dal quale Sisley derivò la maestria nell'intessere di riprodurre i riverberi della luce solare sugli specchi d'acqua, particolarmente evidente in dipinti come Inondazione a Port-Marly. «Tutte queste tele [di Sisley] soffuse di luce sottile e soave in cui sono immersi la terra, le colline, i villaggi, mentre l'acqua dalle trasparenze lievi cambia i suoi riflessi morbidamente satinati col cielo sempre ammirevolmente studiato e reso»: queste sono le parole di Adolphe Tavernier, critico d'arte prodigo di plausi verso l'identità materica tra luce e acqua presente nelle opere del pittore francese. Significativo anche il giudizio di Julia May Ady, espresso nel 1897: «Sisley, il Daubigny del gruppo, dipinge impressioni di scene fluviali, con le canne che crescono alte presso l'acqua che scorre e gli alberi in fiore, mentre remote colline azzurre si fondono nel lontano orizzonte».
Fu tuttavia soprattutto Corot a diventare per Sisley una preziosissima fonte d'ispirazione, sia per la scelta dei soggetti che per la tecnica adottata per la trascrizione del paesaggio sulla tela. Di seguito riportiamo il giudizio della critica d'arte Mary Ann Stevens:
(Mary Ann Stevens)

## Fortuna critica
La produzione pittorica di Sisley ha avuto una eco inestimabile per via del suo ligio rispetto dei canoni fondamentali dell'Impressionismo. Ritenendo Sisley un artista «raro e squisito le cui opere rallegrano tutti quegli spiriti raffinati presi dal fascino della pittura in cui abbonda l'aria, la vita, la chiarezza, la luce», il critico belga Jacques Leclercq non esitò a collocarlo tra i maggiori fautori della rivoluzione impressionista:
(Jaques Leclercq)
Ancora più lusinghiero fu il commento che il critico Gustave Geffroy riservò all'artista all'indomani della sua morte:
(Gustave Geffroy)

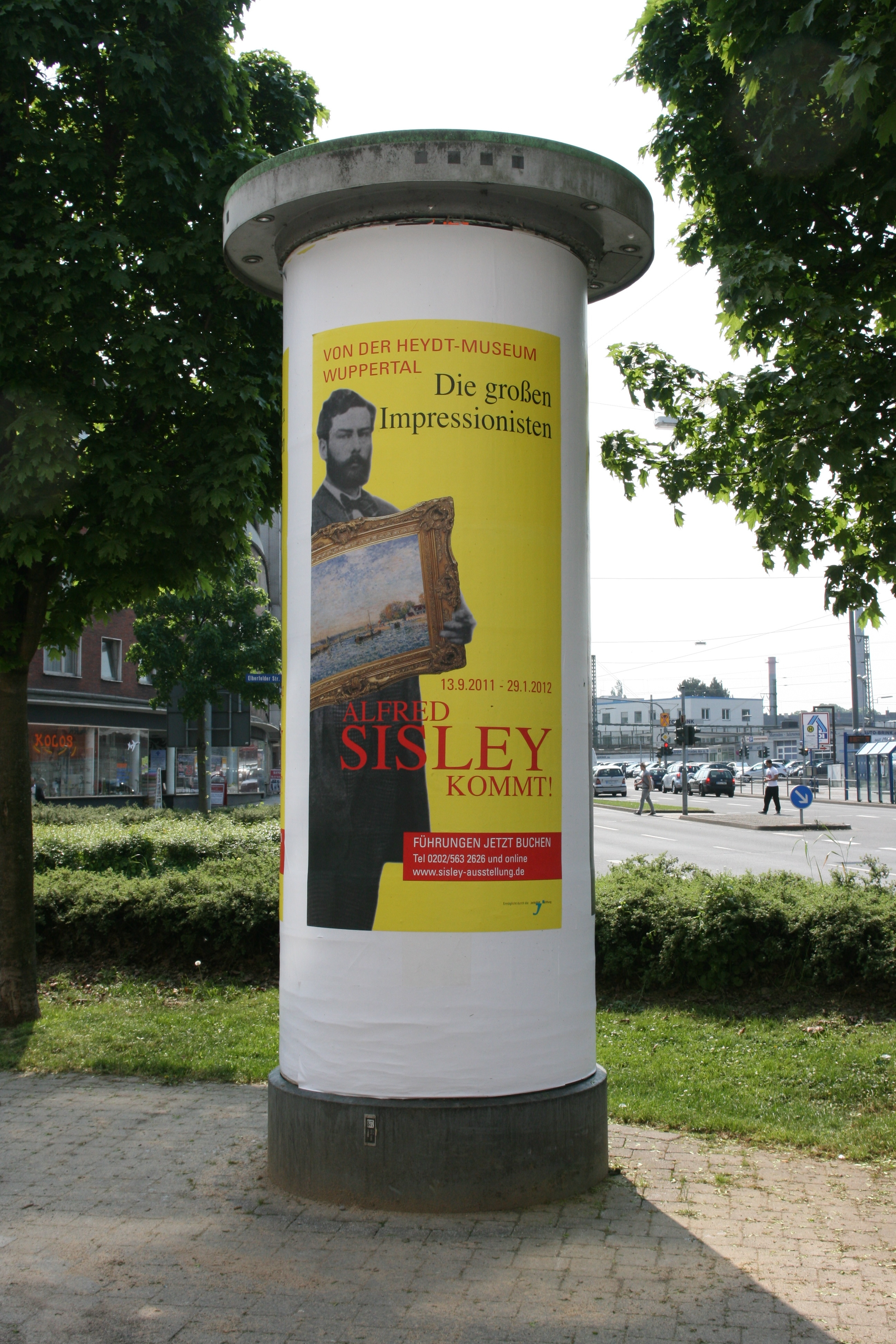
A partire dalla seconda metà del Novecento Sisley è stato oggetto di una grandiosa riscoperta. Nell'immagine, un totem pubblicitario della mostra antologica di Sisley («Die großen Impressionisten») organizzata nel 2012 a Wuppertal

Nonostante il fiducioso ottimismo di Geffroy, Sisley è uno degli artisti impressionisti meno studiati. La letteratura critica relativa alle sue opere è assolutamente esigua, così come la quantità di studi accademici e mostre monografiche che lo hanno visto protagonista. Sono diversi i fattori che contribuiscono a spiegare un simile isolamento, nonché l'inesistenza di allievi o seguaci: innanzitutto la sua silenziosa abnegazione, tanto in fase di ispirazione quanto nel modo di dipingere, per via della quale rimase sempre talmente concentrato sull'aspetto naturale delle cose che non ebbe la possibilità, o il modo, di creare uno «stile» o una particolare teorizzazione. Sisley è stato talmente personale nel trascrivere le sue impressioni sulla tela, che la sua pittura si conclude in se stessa e termina con lui, al punto da non poter avere imitatori, privo, com'era di quel «qualcosa», forse un carisma, che avrebbe potuto farlo apparire un profeta o un maestro, come invece avvenne per Manet o per Cézanne. Il suo modo di osservare il mondo servì dunque solo alle sue finalità individuali, assumendo quasi i caratteri di un'autentica meditazione. A quest'iniziale sfortuna critica vanno ricondotte anche la scarsa documentazione attendibile pervenutaci in merito alla sua vita e anche la delicata pacatezza delle sue opere, prive di quel tumultuoso vigore espressivo che invece faceva vibrare le tele di Monet.
Il risultato di questa sfortuna critica fu che di Sisley inizialmente non abbiamo che fuggevoli cenni dei contemporanei. Il pittore, infatti, non ebbe quel successo che arrise alla maggior parte dei suoi colleghi, in particolar modo Monet, del quale egli fu sempre considerato una sorta di imitatore sbiadito e mediocre. Questo mortificante orientamento subì un vigoroso cambiamento di rotta con il magistero critico di Roberto Longhi, grazie al quale venne ribadita per la prima volta l'eccezionalità dello stile di Sisley: «E non che ci si trovi sempre d'accordo col Rewald [il riferimento è alla The History of Impressionism di John Rewald, ndr] ... Ognuno ha la sua bilancia e io trovo che su quella del Rewald l'impacciato Bazille e l'onesto e commovente artigiano Pissarro sembrano pesare un po' troppo; troppo poco invece la volante, ventilata poesia del Sisley». Il culto di Sisley si ravvivò definitivamente nel 1959, quando venne pubblicato il Catalogue raisonné di François Daulte: da quel momento in poi la critica fu categorica nel rivalutare il prezioso contributo dato da Sisley alla rivoluzione impressionista. Dalla fine del XX secolo si sono moltiplicate anche le mostre monografiche dedicate al pittore: speciale menzione meritano la mostra che Londra, Parigi e Baltimora congiuntamente dedicarono al pittore nel 1992, quella organizzata dal museo d'Orsay nel 1992-93, quella italiana del palazzo dei Diamanti di Ferrara nel 2002 e, infine, quella più recente del Von der Heydt-Museum di Wuppertal, in Germania, nel 2011-2012.

## Opere
Di seguito si riportano i dipinti di Alfred Sisley per i quali è disponibile una trattazione specifica su Wikipedia:
- Il canale del Loing a Moret;
- La barca durante l'inondazione a Port-Marly;
- La chiesa di Moret;
- La nebbia, Voisins;
- Neve a Louveciennes;
- Regate a Molesey;
- Sentiero a Louveciennes.